# أولاد محمد بن الجيلالى (الردادنة)
أولاد محمد بن الجيلالى هو دُوَّار يقع بجماعة الرداندة أولاد مالك، إقليم بنسليمان، جهة الدار البيضاء سطات في المملكة المغربية. ينتمي الدوّار لمشيخة الردادنة التي تضم 6 دواوير. يقدر عدد سكانه بـ 69 نسمة حسب الإحصاء الرسمي للسكان والسكنى لسنة 2004.

## روابط خارجية
- البوابة الوطنية للجماعات الترابية
- المندوبية السامية للتخطيط